# Zăbala
Zăbala (en hongarès: Zabola, pronunciació en romanès [ˈZɒbolɒ]) és una comuna al comtat de Covasna (Romania). Es troba a la terra de Székely, una regió etno-cultural a l'est de Transsilvània.

## Pobles components
La comuna comprèn 4 pobles:
| En romanès | En hongarès       |
| ---------- | ----------------- |
| Peteni     | Székelypetőfalva  |
| Surcea     | Szörcse           |
| Tamașfalău | Székelytamásfalva |
| Zăbala     | Zabola            |

## Demografia
La comuna té una majoria hongaresa Székely. Segons el cens del 2002, té una població de 4.814 habitants, dels quals el 76,55% o 3.685 són hongaresos. També hi ha una important comunitat romanesa.

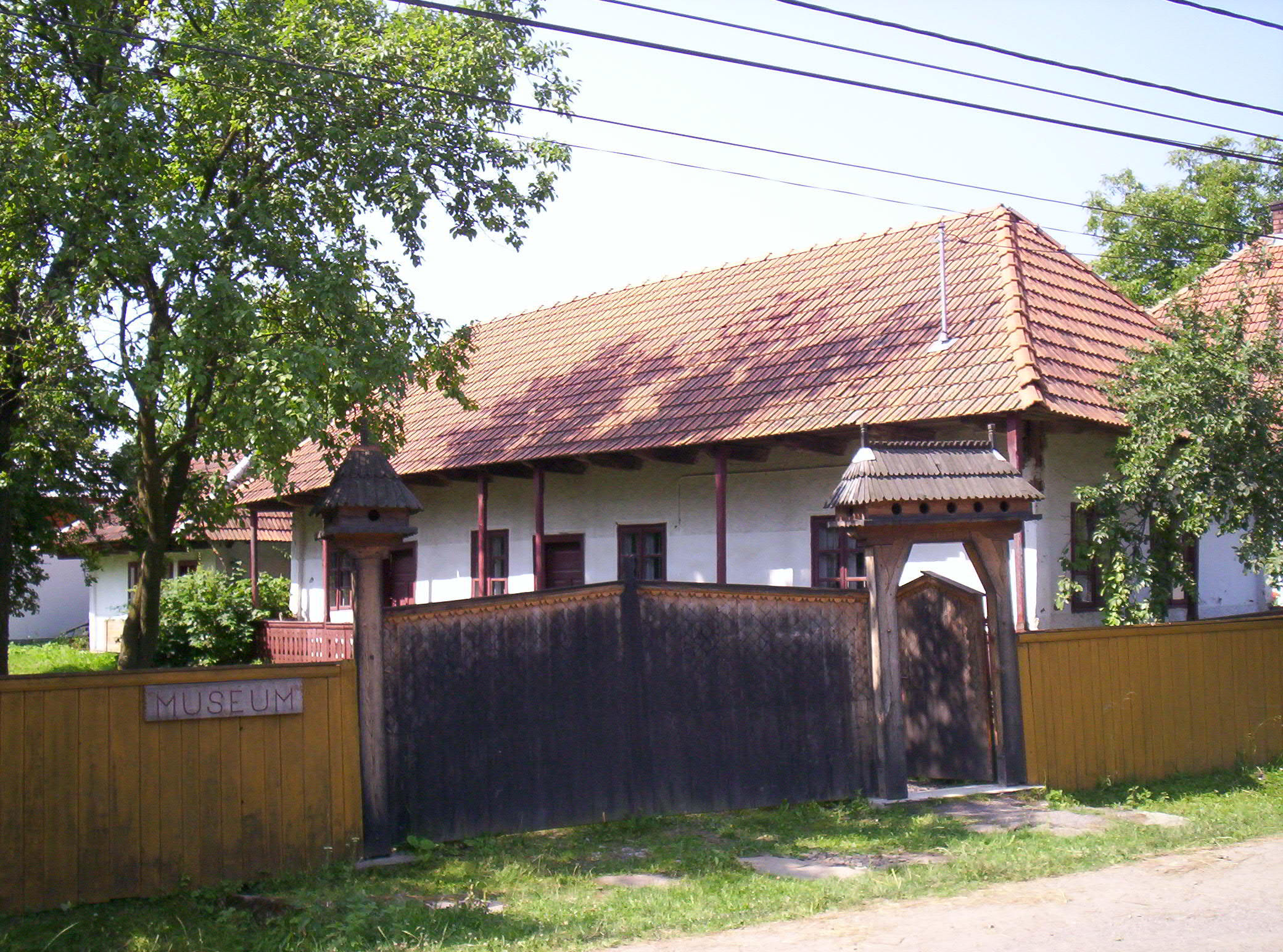
Village Folklore Museum

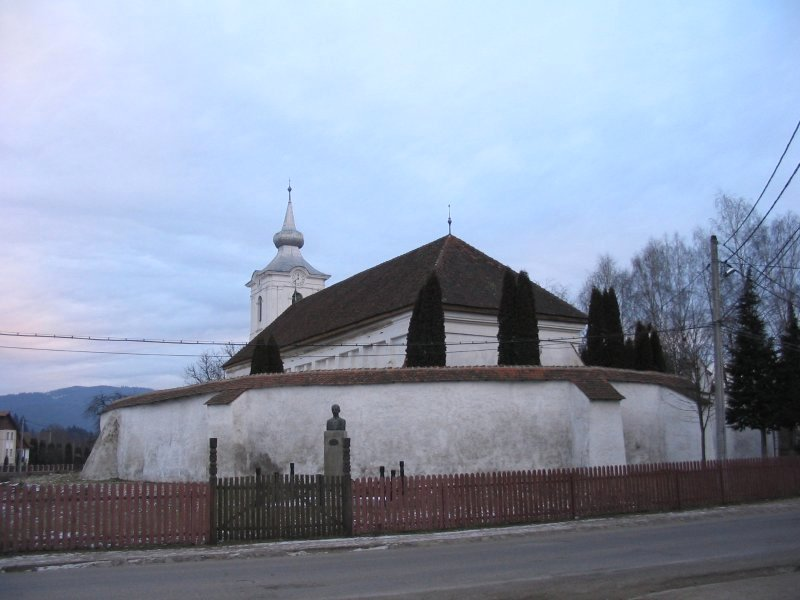
Església reformada

El nom de "Zabola" significa "brida", és a dir, les corretges de cuir que es col·loquen al voltant del cap d'un cavall per permetre al genet controlar-lo.
En el transcurs de diverses batalles amb els tàtars, els pobles del nord i del sud de Zabola van ser destruïts pels tàtars. No obstant això, els habitants de Zabola eren capaços de controlar els tàtars i van sobreviure, com si haguessin posat brides al voltant dels cavalls tàtars per controlar-los i els seus genets. Fora del poble es troba el "Tatárhalom"; alguns historiadors pensen que els tàtars que van morir en acció van ser enterrats allà.

## Història
Va formar part de la regió de la Terra Székely de la històrica província de Transsilvània. Des del 1876 fins al 1918, el poble va pertànyer al comtat de Háromszék del Regne d'Hongria. Després del tractat de Trianon de 1920, va passar a formar part de Romania.

## Gent notable
- El comte Imre Mikó, ministre i reformador.
- Kelemen Mikes, nascut a Zagon i crescut a Zabola, el 1690 es va convertir en lluitador per la llibertat contra els Habsburg, va escapar a Polònia, França i finalment a Turquia. Se'l coneix com el "Goethe hongarès" que es va fer famós després d'escriure "Cartes de Turquia" a Rodostó on va viure exiliat amb el príncep transilvani Rákóczi fins al 1761. Amb les seves cartes de Rodostó, Kelemen Mikes va establir les bases de la literatura prosaica hongaresa, i és considerat el primer autor prosaic hongarès.
- El comte Kelemen Mikes (1820–1849), lluitador per la llibertat el 1848/1849, es va convertir en coronel d'hússars, va morir als 29 anys d'edat, atropellat per la primera bala de canó disparada per l'exèrcit rus el 1849. Es va convertir en un màrtir del moviment de resistència de Székely.
- El comte Armin Mikes (1867-1944).

## Coses per veure
- El castell i el parc de Mikes, que es remunta cap al 1500. Antigament va ser un edifici fortificat amb una torre al davant. Al primer pis tots els sostres estan recoberts de frescos. El castell en la seva forma actual data del 1867. Disposa d'un parc anglès de 34 ha.
- Museu Csángó